# HD 94402
HD 94402，又名BD-01 2460，SAO 137871、HR 4253，是一颗恒星，视星等为5.45，位于銀經254.14，銀緯49.26，其B1900.0坐标为赤經10h 48m 38.2s，赤緯-1° 49.26′ 52″。